# Daniël Ost (kunstenaar)

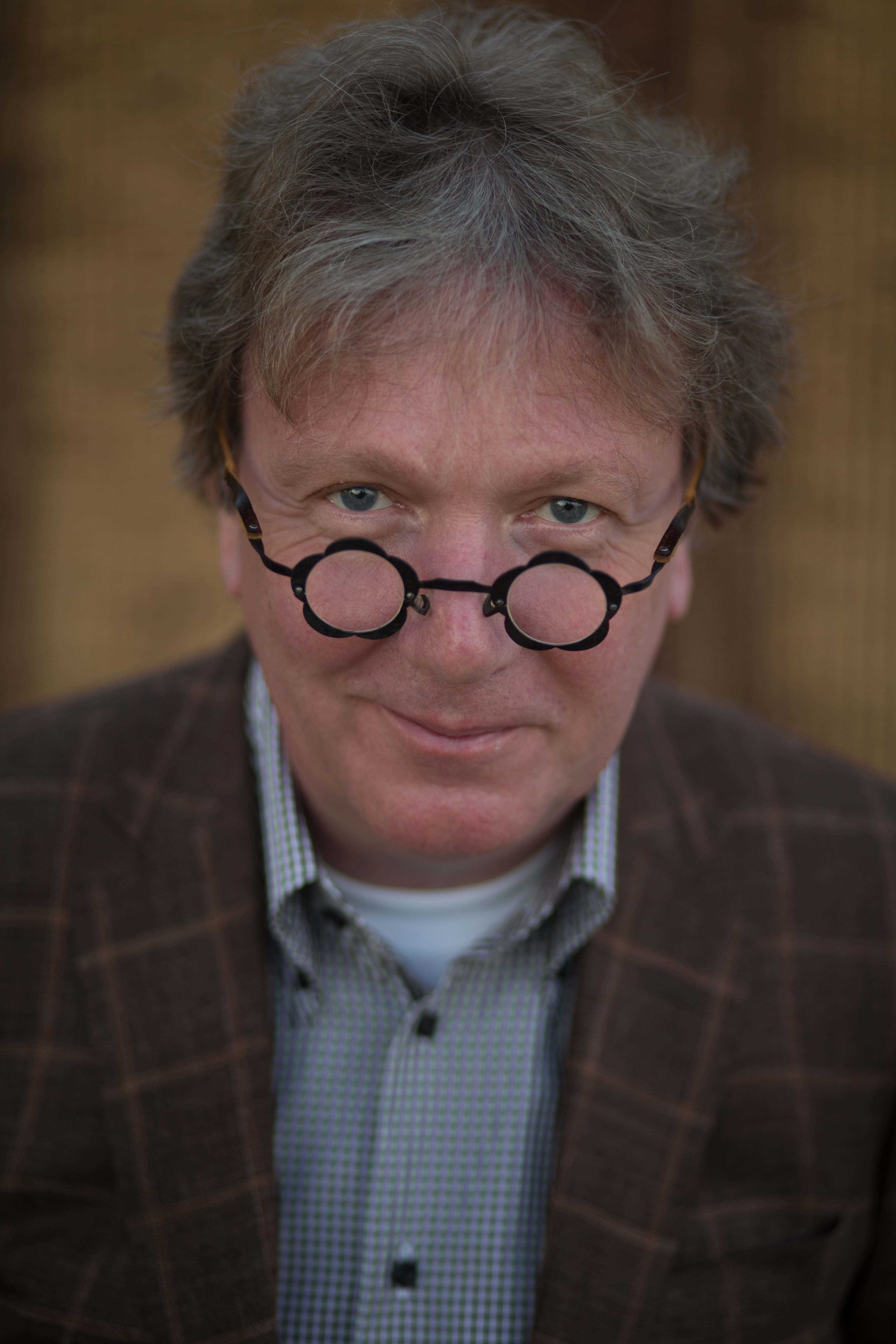
Daniël Ost

Daniël Ost (Sint-Niklaas, 1955) is een bekende Belgische bloemenkunstenaar. CBS News noemde hem "de grootste bloemstukontwerper ter wereld" (the world's leading flower designer).
Ost moest van zijn vader militaire school lopen.
Later ging hij in de leer bij bloembinder Peter Curfs en de Japans kunstenaar Noboru Kurisaki. 
Tot Osts klanten behoren onder meer heel wat koninklijke families. Voor de Belgische Koninklijke familie verzorgen hij reeds de 60-40 viering van Boudewijn en de huwelijken van Filip en Laurent. Ost geniet ook grote bekendheid in Japan en kreeg hiervoor al de keizerlijke onderscheiding Orde van de Rijzende Zon.

## Projecten
Ost heeft verschillende projecten mee uitgevoerd:
- Casinopark in Sint-Niklaas
- Stationsstraat in Sint-Niklaas